# Microsporidiosi
La microsporidiosi è una micosi opportunistica intestinale che si manifesta con diarrea e cachessia soprattutto negli individui immunocompromessi (ad esempio i malati di AIDS).
La microsporidiosi è attribuibile ad almeno 15 diverse specie di funghi unicellulari detti microsporidi che, per via della loro attività parassitica, nel corso dell'evoluzione, hanno perso i mitocondri: sono due specie del genere Microsporidium (M. ceylonensis e M. africanum), da cui prende il nome la patologia; tre specie del genere Anncaliia (A. algerae, A. connori e A. vesicularum); tre specie del genere Encephalitozoon (E. cuniculi, E. hellem ed E. intestinalis); una specie del genere Enterocytozoon (E. bieneusi); una specie del genere Nosema (N. ocularum); una specie del genere Pleistophora; due specie del genere Trachipleistophora (T. hominis e T. anthropophthera); una specie del genere Vittaforma (V. corneae); una specie del genere Tubulinosema (T. acridophagus). In particolare, Enterocytozoon bieneusi ed Encephalitozoon intestinalis sono gli agenti patogeni di più frequente riscontro.
Nei pazienti con infezione da HIV, la microsporidiosi tende a verificarsi quando il numero dei linfociti T helper (CD4+) è inferiore a 150 su millimetro cubo di sangue.
L'esame di laboratorio più efficace nella diagnosi di questa micosi è la reazione a catena della polimerasi (PCR); la terapia prevede spesso la somministrazione dell'antibiotico fumagillina; un altro farmaco utilizzato è l'antiparassitario albendazolo.